# عزة بنت أبي سفيان
عِزَّة بنتُ أبي سُفيان بن حَرْب بن أُمَيَّة بن عبدِ شَمْس بن عبد مَناف القُرشيَّة، وقيل أن اسمُها دُرَّة، هي إمرأة صحابيَّة، وتلتقي بالنبيُّ مُحَمَّد في جدِّهما عبد مناف، كما أنها أخت زوجته أُم المُؤمنين أُم حبيبة، وتنتمي عزة إلى أسرة قُرشيَّة معرُوفة، فهي ابنة أبُو سُفيان، وأُخت كُلًا من مُعاوية ويزيد وآخرون.
يُروى أن أختها أُم حبيبة قالت لرسُول الله صلَّى الله عليه وسلَّم: «هل لك في دُرَّة بنت أبي سُفيان؟»، تُريد بذلك أن تُزوِّج أُختها من النبيّ، فرد عليها: «فأفعلُ ماذا؟»، قالت: «تزوَّجها»، فردَّ عليها النبيُّ: «أتُحبين ذلك»، قالت أم حبيبة: «لستُ بمُخلية لك، وأحَب مَن شركني فيك أُختي»، إلا أن النبيُّ قال: «فإنها لا تَحلُّ لي»، فذكرت له سبب تزكيتها لأختها قائلة: «فإنه بلغني أنك تخطُب بنت أبي سلمة؟»، إلا أن رسول الله قال: «فليست تَحِلُّ لي، إنها ربيبتي في حِجري، وإني وأباها أرضعتنا ثُويبة، فلا تعرِضنَّ عليَّ بناتِكُن ولا أخواتِكُن». ويوجد حديثًا مُشابهًا لهذه الرِّواية إلا أنه يُذكر اسمها عزة بدلًا من دُرَّة.